# Roldana petasitis
 (janvier 2020).
Espèce
Synonymes
- Cineraria petasitis Sims[1] [2]
- Cineraria platanifolia Schrank[2]
- Roldana petasioides (Greenm.) H.Rob.[2]
- Roldana petasitis var. petasitis[1] [2]
- Senecio petasioides Greenm.[1] [2]
- Senecio petasitis (Sims) DC.[2] [3]

Roldana petasitis est une espèce de plantes ornementales de la famille des Astéracées.

## Liste des variétés
Selon NCBI (23 janvier 2020) :
- variété Roldana petasitis var. cristobalensis (Greenm.) Funston
- variété Roldana petasitis var. oaxacana (Hemsl.) Funston
- variété Roldana petasitis var. petasitis
- variété Roldana petasitis var. sartorii (Sch.Bip. ex Hemsl.) Funston